# مقاطعة كولومبوس (كارولاينا الشمالية)
مقاطعة كولومبوس (بالإنجليزية: Columbus County)‏ هي إحدى مقاطعات ولاية كارولاينا الشمالية في الولايات المتحدة الأمريكية. مركز المقاطعة أو مقعدها هي مدينة وايتفيل. تأسست هذه المقاطعة سنة 1808.أصل هذه المقاطعة يأتي من: مقاطعة بلادين ومقاطعة برونزويك.